# Открытый чемпионат Бразилии по теннису 2002
Открытый чемпионат Бразилии 2002 — ежегодный профессиональный теннисный турнир в международной серии для мужчин и 2-й категории для женщин.
Соревнование традиционно проводится на открытых грунтовых кортах в Коста-ду-Сауипе, Бразилия.
Соревнования прошли с 9 по 15 сентября.
Прошлогодние победители турнира:
- в мужском одиночном разряде —  Ян Вацек;
- в женском одиночном разряде —  Моника Селеш;
- в мужском парном разряде —  Энцо Артони и  Даниэль Мело;
- в женском парном разряде —  Аманда Кётцер и  Лори Макнил.

## Соревнования

### Мужчины одиночки
Густаво Куэртен обыграл  Гильермо Корию со счётом 6-74, 7-5, 7-62.
- Густаво Куэртен выигрывает 1й титул в сезоне и 17й за карьеру в основном туре ассоциации.
- Гильермо Кориа уступает 1й финал в сезоне и 2й за карьеру в основном туре ассоциации.

### Женщины одиночки
Анастасия Мыскина обыграла  Элени Данилиду со счётом 6-3, 0-6, 6-2.
- Анастасия Мыскина выигрывает 1й титул в сезоне и 2й за карьеру в туре ассоциации.
- Элени Данилиду уступает 1й финал в туре ассоциации.

### Мужчины пары
Скотт Хамфрис /  Марк Мерклейн обыграли  Густаво Куэртена /  Андре Са со счётом 6-3, 7-61.
- Скотт Хамфрис выигрывает 1й титул в сезоне и 3й за карьеру в основном туре ассоциации.
- Марк Мерклейн выигрывает 1й титул в сезоне и 2й за карьеру в основном туре ассоциации.

### Женщины пары
Вирхиния Руано Паскуаль /  Паола Суарес обыграли  Эмили Луа /  Росану де лос Риос со счётом 6-4, 6-1.
- Вирхиния Руано Паскуаль выигрывает 7й титул в сезоне и 17й за карьеру в туре ассоциации.
- Паола Суарес выигрывает 7й титул в сезоне и 25й за карьеру в туре ассоциации.